# 雲紋犬牙石首魚
雲紋犬牙石首魚為輻鰭魚綱鱸形目鱸亞目石首魚科的其中一種，分布於西大西洋區，從美國紐約州至墨西哥灣海域，棲息深度可達30公尺，本魚體銀色，具深灰色藍色反射和眾多的圓形黑點，不規則散落在上半背部，延伸至背鰭和尾鰭，背鰭硬棘灰色，其他的鰭蒼白偏黃。口大且斜，下顎突出，上顎具大型犬齒狀的牙齒，大小向後逐漸增加，沒有觸鬚或孔的下巴，背鰭硬棘9-11枚，背鰭軟條25-28枚，臀鰭硬棘2枚，臀鰭軟條10-11枚，體長可達100公分，棲息在河口、海草生長的沙質海域，屬肉食性，以魚類及甲殼類為食，可做為食用魚。